# Georg Riemenschneider (Komponist)

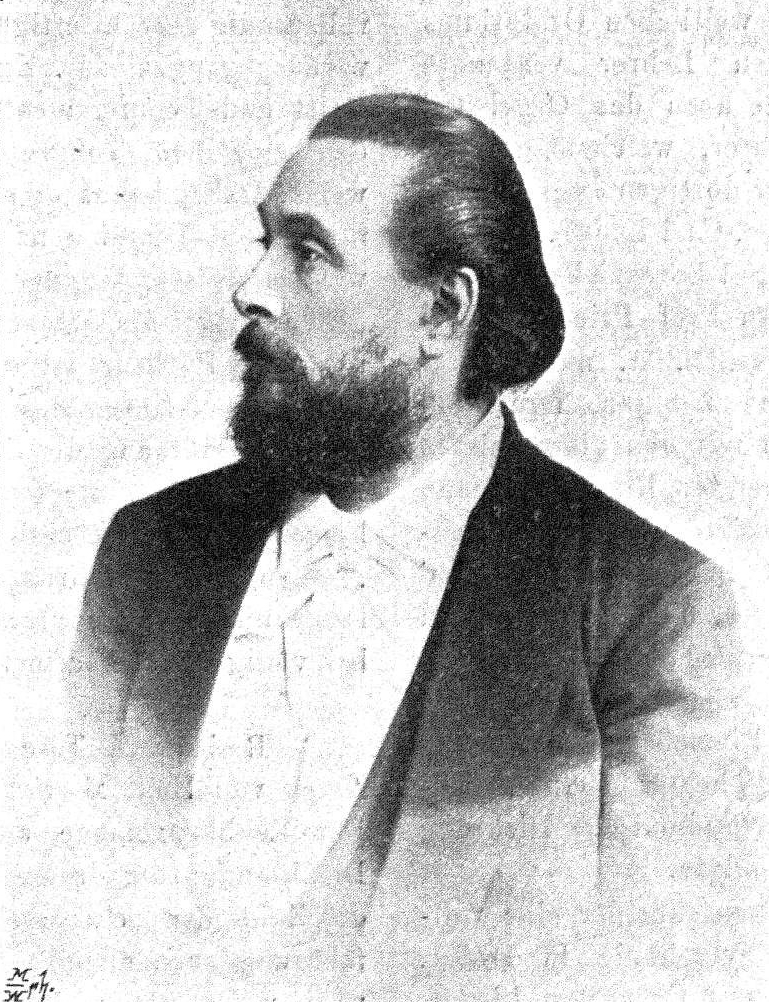
Aufnahme vor 1897

Georg Riemenschneider (* 1. April 1848 in Stralsund; † 14. September 1913 in Breslau) war ein deutscher Kapellmeister und Komponist.

## Leben
Georg Riemenschneider, Sohn eines Stralsunder Wagenbauers, war Schüler von Karl Adolf Lorenz in Stettin und August Haupt in Berlin. Danach war er Theaterkapellmeister u. a. an der Deutschen Oper in Amsterdam. Von 1889 bis 1898 leitete Riemenschneider das Philharmonische Orchester in Breslau. Er wurde 1907 zum Professor ernannt, gab Musikunterricht und schrieb Musikrezensionen für die „Schlesische Zeitung“.
Riemenschneider schrieb Sinfonische Dichtungen, Orgelwerke und Opern. Er vertonte niederdeutsche Gedichte und war ein beliebter Fritz-Reuter-Rezitator.

## Werke (Auswahl)
- Der Todtentanz. Ballade von Goethe als Charakterstück für großes Orchester Leipzig 1873
- Fest-Praeludium für großes Orchester. Leipzig 1874
- Mondeszauber. Oper. Uraufführung Danzig 1887
- Rügen. Sinfonische Dichtung
- 23 plattdeutsche Lieder für eine Singstimme mit Klavier-Begleitung. (ca. 1899)